# Bézancourt
Bézancourt é uma comuna francesa na região administrativa da Normandia, no departamento de Sena Marítimo. Estende-se por uma área de 17 km². Em 2010 a comuna tinha 367 habitantes (densidade: 21,6 hab./km²).